# Białystok Stadion
Białystok Stadion – przystanek osobowy w Białymstoku, na osiedlu Nowe Miasto przy ulicy Wiadukt, na linii kolejowej nr 32 Czeremcha – Białystok.

## Ruch pasażerski
| Rok  | Wymiana pasażerska na dobę |
| ---- | -------------------------- |
| 2017 | 10-19                      |
| 2022 | 20-49                      |

Obiekt został wybudowany z okazji Dożynek Centralnych z dnia 2 września 1973 roku. Nazwa „Stadion” pochodzi od obiektu Gwardii, dzisiejszego Stadionu Miejskiego. Budynek dworca, w którym do roku 2005 funkcjonowała kasa biletowa, został rozebrany w 2012 roku. Przystanek objęty jest ofertą taryfową „Bilet miejski”.
W kwietniu 2019 roku rozpoczęła się przebudowa przystanku. Wykonawcą robót był Torpol SA. Prace realizowane były w ramach inwestycji Prace na linii kolejowej nr 32 na odcinku Białystok – Bielsk Podlaski (Lewki) finansowanego ze środków programu operacyjnego Polska Wschodnia.

## Otoczenie
Za przystankiem znajduje się posterunek bocznicowy Białystok JW 157. Dojazd do peronu zapewniają drogi będące częścią Trasy Niepodległości w Białymstoku. W bezpośrednim sąsiedztwie jest wieś Kleosin (jedna z największych wsi w Polsce).

### Dojazd do dworca
- autobusami komunikacji miejskiej: 3, 10, 22, 104.
- rowerem miejskim Białostockiej Komunikacji Rowerowej BikeR – stacja 8537 Wiadukt.

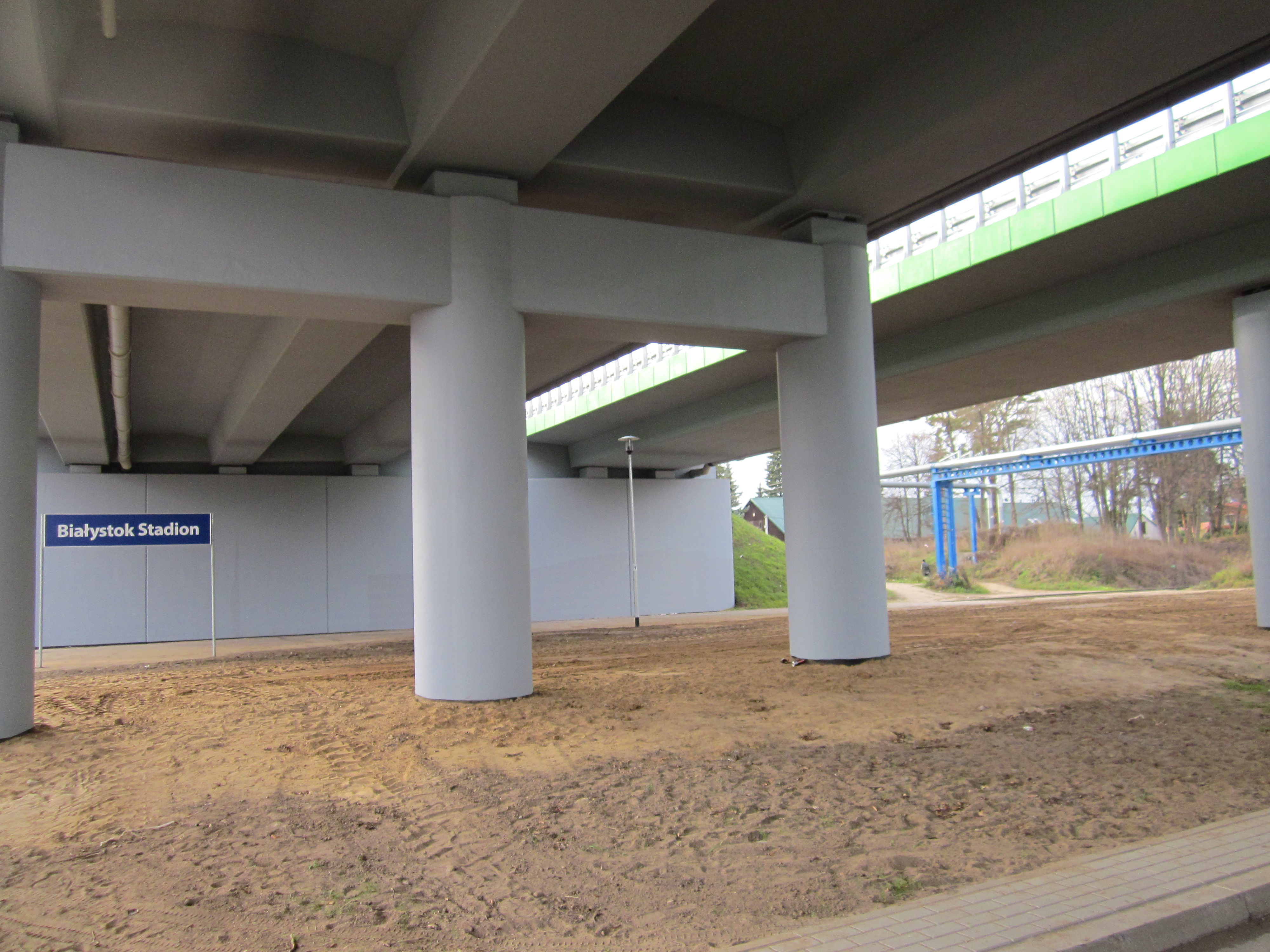
Peron przystanku częściowo znajduje się pod dwoma wiaduktami drogowymi.
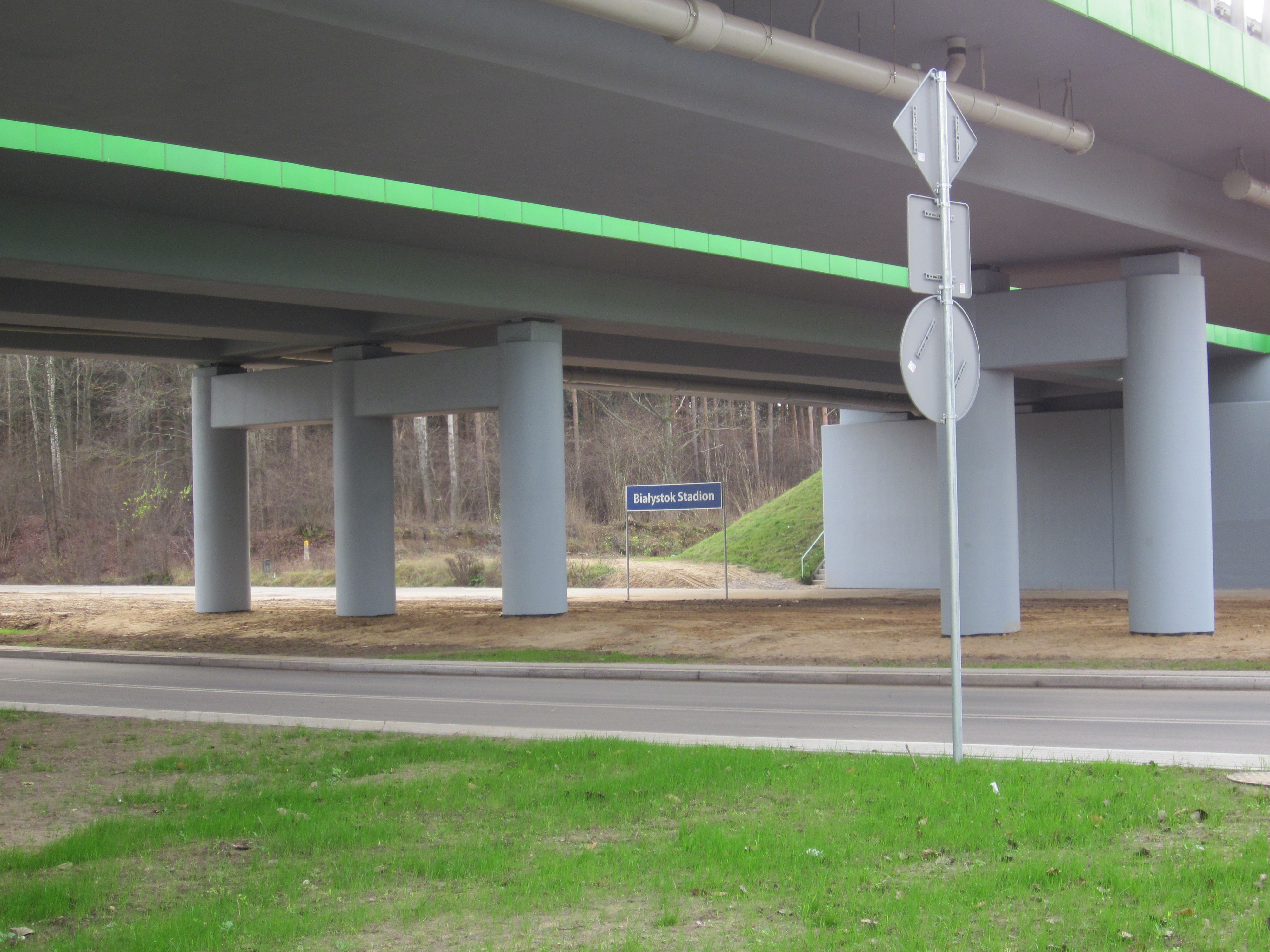
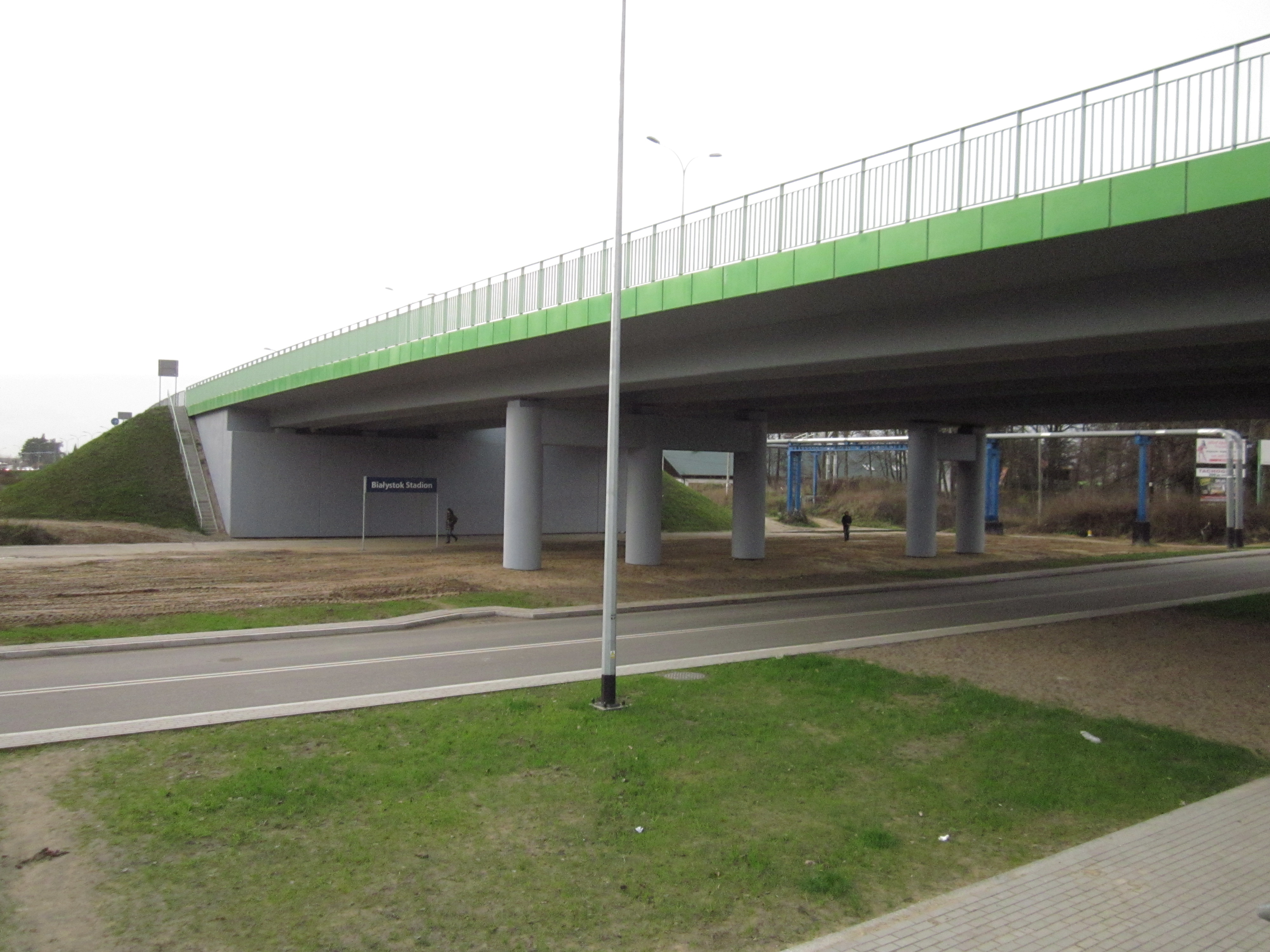